# II. Tupou György tongai király
II. György (Neiafu, Vav'au, Tonga, 1874. június 18. – Nukuʻalofa, Tonga, 1918. április 5.), tongaiul: Sia'osi Taufa'ahau Tupou II, Tonga királya. A Tupou-ház második királya (II. Tupou).

## Élete

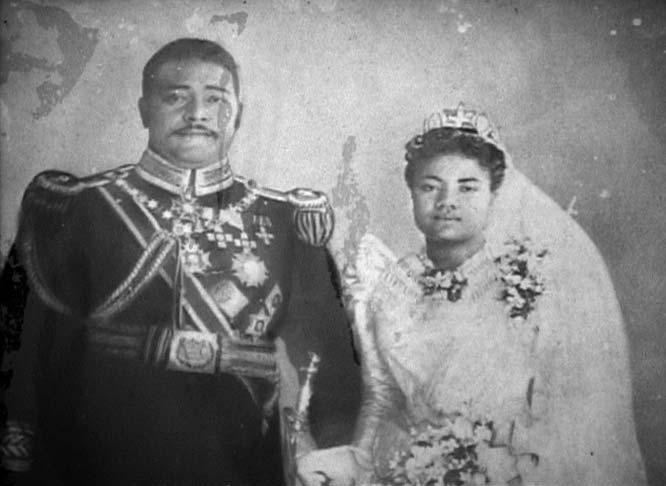
II. György esküvői képe második feleségével, Lavinia Veiongoval 1899-ben

Sia'osi Fatafehi Toutaitokotaha, a 4. Tu'i Pelehake, Tonga miniszterelnöke és Elisiva Fusipala tongai királyi hercegnő egyetlen gyermeke volt. Anyja Tevita 'Unga tongai trónörökös és miniszterelnök lánya és I. György tongai király unokája. Anyja halála után lett Tonga trónörököse, és dédapja, I. György halálakor, 1893. február 18-án, 18 évesen foglalta el a trónt. Koronázására 1893. március 17-én
Nukuʻalofában került sor. II. György háromszor nősült. Első felesége egy tahiti hercegnő volt, Edit Mária tongai királyné, akivel 1898. december 8-án kötött házasságot Nukuʻalofában, de aki a következő évben, 1899 elején 17 évesen gyermektelenül meghalt. A tongai–tahiti dinasztikus házasság így nem váltotta be a reményeket, amelyet nem követett újabb dinasztikus házasság Tonga történetében.

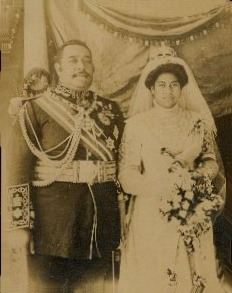
II. György esküvői képe a harmadik feleségével, 'Anaseini Takipōval

Második felesége egy hazai törzsfő lánya, Lavinia Veiongo tongai királyné lett, akitől egy lány, a későbbi trónutód, III. Tupou Salote tongai királynő született. A házasság rövid életű volt csupán. 1899. május 22-én házasodtak össze, és 1902 április 23-án újra megözvegyült a tongai király. 
Harmadszorra csak hét évvel később, 1909 november 11-én kötött házasságot szintén egy hazai főnemes (egykori törzsfő) lányával, 'Anaseini Takipō tongai királynéval, aki egy fél évvel túlélte a férjét. Ebből a házasságból két újabb lány született, akik közül az egyik még csecsemő korában meghalt, de a trónöröklésen nem változtattak, így elsőszülött lánya, Salote követte II. Györgyöt halála után. A királyt nem érdekelte a politika, elhanyagolta az államügyeket, helyette irodalommal és zenével foglalkozott szívesen. Több dalt is szerzett. Az ő uralkodása alatt került Tonga brit védnökség alá 1899. május 19-én.

## Külső hivatkozások
- Christopher Buyers: The Royal Ark/Tonga/The Tupou Dynasty (Hozzáférés: 2015. január 4.)

| Előző I. Tupou György | Tonga királya 1893 – 1918 | Következő III. Tupou Salote |